# Copa América 2015
Die Copa América 2015 war die 44. Ausspielung der südamerikanischen Kontinentalmeisterschaft im Fußball und fand zum siebten Mal nach 1920, 1926, 1941, 1945, 1955 und 1991 in Chile statt.
Wie bei allen Copas von 1993 bis 2011 nahmen mit „Dauergast“ Mexiko, das bereits zum neunten Mal teilnahm, und Jamaika mit seiner ersten Teilnahme neben den zehn Mitgliedern der CONMEBOL zwei Gastmannschaften teil. Gastgeber Chile gewann zum ersten Mal das Turnier – im Finale in Santiago gegen Argentinien im Elfmeterschießen. Titelverteidiger Uruguay scheiterte im Viertelfinale. Torschützenkönig wurden zusammen der Peruaner Paolo Guerrero und der Chilene Eduardo Vargas mit jeweils vier Toren. Medienberichten zufolge war Lionel Messi für die Auszeichnung des Besten Spielers vorgesehen, jedoch wurde die Auszeichnung an keinen Spieler vergeben. Eine offizielle Begründung wurde hierzu nicht gegeben.
Chile ist als Sieger beim FIFA-Konföderationen-Pokal 2017 in Russland startberechtigt. Hätte eine der beiden Gastmannschaften – Mexiko oder Jamaika – das Turnier gewonnen, so hätte sich statt des Turniersiegers die erfolgreichste südamerikanische Nationalmannschaft für den Konföderationen-Pokal 2017 qualifiziert.

## Wahl des Austragungsortes
Der südamerikanische Fußballverband CONMEBOL entschied sich auf einer Sitzung am 28. April 2011 für Brasilien als Austragungsort. Brasilien war aufgrund einer neuen Rotationsregelung als Austragungsort 2015 vorgesehen. Aufgrund der Austragung des Konföderationen-Pokals 2013, der Fußball-WM 2014 und der Olympischen Sommerspiele 2016 wollte Brasilien das Turnier nicht austragen. Nicolás Leoz, Präsident der CONMEBOL, brachte Mexiko, obwohl nicht Mitglied der CONMEBOL, als Austragungsort ins Gespräch. Brasilien und Chile diskutierten derweil über einen Tausch, Chile sollte 2015 austragen, Brasilien 2019. Auch Bolivien wurde von dessen Präsident Evo Morales als Austragungsort ins Gespräch gebracht. Nachdem Brasilien vorerst als Veranstalter bestätigt wurde, gaben die Präsidenten der nationalen Fußballverbände Brasiliens und Chiles am 24. März 2012 bekannt, ihre Veranstaltungsrechte für 2015 bzw. 2019 zu tauschen. Die Copa América 2015 sollte nun in Chile, das Turnier 2019 in Brasilien stattfinden.

## Modus
Gespielt wurde in einer Kombination aus Gruppenphase und anschließender K.-o.-Runde. Die Gruppenphase wurde in drei Gruppen zu je vier Mannschaften gespielt. Das Viertelfinale erreichten die beiden besten Mannschaften jeder Gruppe sowie die zwei besten Drittplatzierten. Bei Punktgleichheit entschied die Tordifferenz. In der Finalrunde gab es bei einem Unentschieden nach 90 Minuten direkt Elfmeterschießen, außer im Endspiel, wo vorher eine Verlängerung folgte.

## Teilnehmer/Gruppen
| Argentinien       | Ecuador                  | Paraguay                   |
| Bolivien          | Jamaika (Gastmannschaft) | Peru                       |
| Brasilien         | Kolumbien                | Uruguay (Titelverteidiger) |
| Chile (Gastgeber) | Mexiko (Gastmannschaft)  | Venezuela                  |

Für die Auslosung wurden vier Töpfe gebildet, die aufgrund der Platzierung in der FIFA-Weltrangliste am 23. Oktober 2014 zusammengestellt wurden. Eine Ausnahme bildet dabei der erste Topf, in dem unabhängig von diesem Kriterium der Gastgeber Chile platziert wurde:
- Topf 1: Chile (13), Argentinien (2), Brasilien (6)
- Topf 2: Kolumbien (3), Uruguay (8), Mexiko (17)
- Topf 3: Ecuador (27), Peru (54), Paraguay (76)
- Topf 4: Venezuela (85), Bolivien (103), Jamaika (113)

Chile wurde als Kopf der Gruppe A, Argentinien und Brasilien als Kopf der Gruppen B und C festgelegt. Jamaika nahm erstmals an der Copa América teil, während Mexiko seit 1993 regelmäßig eingeladen wird.

## Spielorte
Für das Turnier wurden neun Stadien aus acht Städten ausgewählt.
| Santiago de Chile              | Santiago de Chile                 | Concepción                      |
| ------------------------------ | --------------------------------- | ------------------------------- |
| Estadio Nacional de Chile      | Estadio Monumental David Arellano | Estadio Municipal de Concepción |
| Kapazität: 48.745              | Kapazität: 47.347                 | Kapazität: 35.000               |
|                                |                                   | Estadio Municipal de Concepción |
| Valparaíso                     | Viña del Mar                      | Antofagasta                     |
| Estadio Elías Figueroa Brander | Estadio Sausalito                 | Estadio Regional de Antofagasta |
| Kapazität: 23.000              | Kapazität: 22.340                 | Kapazität: 21.178               |
| Estadio Elias Figueroa         |                                   |                                 |
| Temuco                         | La Serena                         | Rancagua                        |
| Estadio Germán Becker          | Estadio La Portada                | Estadio El Teniente             |
| Kapazität: 18.936              | Kapazität: 18.500                 | Kapazität: 15.600               |
| Estadio Germán Becker          |                                   |                                 |

## Kader
Jeder nationale Landesverband musste bis zum 1. Juni 2015 einen endgültigen Kader von 23 Spielern nominieren.
Die FIFA-Regularien verpflichten die Vereine dazu, ihre Spieler 15 Tage vor einem Turnierbeginn zu den Nationalmannschaften bereitzustellen. Das Finale der UEFA Champions League, welches am 6. Juni 2015 stattfand, stellte für die südamerikanischen Spieler von Juventus Turin und dem FC Barcelona allerdings ein Problem dar. Aufgrund einer Sonderregelung zwischen der UEFA und der CONMEBOL durften die Spieler Arturo Vidal, Roberto Pereyra und Carlos Tévez (Juventus Turin) sowie Lionel Messi, Javier Mascherano, Dani Alves, Neymar und Claudio Bravo (FC Barcelona) erst wenige Tage vor Turnierbeginn zu ihrer Nationalmannschaft dazu stoßen.
Der uruguayische Spieler Luis Suárez war für das gesamte Turnier gesperrt. Er hatte im letzten Gruppenspiel der Weltmeisterschaft 2014 gegen Italien seinem Gegenspieler Giorgio Chiellini bei einem Zweikampf in die Schulter gebissen und war von der FIFA als Wiederholungstäter – bereits zuvor hatte er wegen Beißens zwei Sperren erhalten – für neun Pflichtspiele gesperrt worden.
Mexiko, das im Juli auch am CONCACAF Gold Cup 2015 teilnahm, meldete für die Copa andere Spieler als für den Gold Cup. Nationaltrainer Miguel Herrera betonte, dass Mexiko das einzige Land sei, das an zwei Kontinentalmeisterschaften teilnehmen und gewinnen könne.

## Gruppenphase
Alle Spiele zur Ortszeit UTC−3 (+5 Stunden = Mitteleuropäische Sommerzeit).

### Gruppe A
| Pl. | Land     | Sp. | S | U | N | Tore    | Diff. | Punkte |
| --- | -------- | --- | - | - | - | ------- | ----- | ------ |
| 1.  | Chile    | 3   | 2 | 1 | 0 | 010:300 | +7    | 07     |
| 2.  | Bolivien | 3   | 1 | 1 | 1 | 003:700 | −4    | 04     |
| 3.  | Ecuador  | 3   | 1 | 0 | 2 | 004:600 | −2    | 03     |
| 4.  | Mexiko   | 3   | 0 | 2 | 1 | 004:500 | −1    | 02     |

|                                                                        |   |          |           |
| 11. Juni um 20:30 Uhr in (Estadio Nacional de Chile) Santiago de Chile |   |          |           |
| Chile                                                                  | – | Ecuador  | 2:0 (0:0) |
| 12. Juni um 20:30 Uhr in Viña del Mar (Estadio Sausalito)              |   |          |           |
| Mexiko                                                                 | – | Bolivien | 0:0       |
| 15. Juni um 18:00 Uhr in (Estadio Elías Figueroa) Valparaíso           |   |          |           |
| Ecuador                                                                | – | Bolivien | 2:3 (0:3) |
| 15. Juni um 20:30 Uhr in (Estadio Nacional de Chile) Santiago de Chile |   |          |           |
| Chile                                                                  | – | Mexiko   | 3:3 (2:2) |
| 19. Juni um 18:00 Uhr in Rancagua (Estadio El Teniente)                |   |          |           |
| Mexiko                                                                 | – | Ecuador  | 1:2 (0:1) |
| 19. Juni um 20:30 Uhr in (Estadio Nacional de Chile) Santiago de Chile |   |          |           |
| Chile                                                                  | – | Bolivien | 5:0 (2:0) |

### Gruppe B
| Pl. | Land        | Sp. | S | U | N | Tore    | Diff. | Punkte |
| --- | ----------- | --- | - | - | - | ------- | ----- | ------ |
| 1.  | Argentinien | 3   | 2 | 1 | 0 | 004:200 | +2    | 07     |
| 2.  | Paraguay    | 3   | 1 | 2 | 0 | 004:300 | +1    | 05     |
| 3.  | Uruguay     | 3   | 1 | 1 | 1 | 002:200 | ±0    | 04     |
| 4.  | Jamaika     | 3   | 0 | 0 | 3 | 000:300 | −3    | 0      |

|                                                                        |   |          |           |
| 13. Juni um 16:00 Uhr in Antofagasta (Estadio Regional de Antofagasta) |   |          |           |
| Uruguay                                                                | – | Jamaika  | 1:0 (0:0) |
| 13. Juni um 18:30 Uhr in La Serena (Estadio La Portada)                |   |          |           |
| Argentinien                                                            | – | Paraguay | 2:2 (2:0) |
| 16. Juni um 18:00 Uhr in Antofagasta (Estadio Regional de Antofagasta) |   |          |           |
| Paraguay                                                               | – | Jamaika  | 1:0 (1:0) |
| 16. Juni um 20:30 Uhr in La Serena (Estadio La Portada)                |   |          |           |
| Argentinien                                                            | – | Uruguay  | 1:0 (0:0) |
| 20. Juni um 16:00 Uhr in La Serena (Estadio La Portada)                |   |          |           |
| Uruguay                                                                | – | Paraguay | 1:1 (1:1) |
| 20. Juni um 18:30 Uhr in Viña del Mar (Estadio Sausalito)              |   |          |           |
| Argentinien                                                            | – | Jamaika  | 1:0 (1:0) |

### Gruppe C
| Pl. | Land      | Sp. | S | U | N | Tore    | Diff. | Punkte |
| --- | --------- | --- | - | - | - | ------- | ----- | ------ |
| 1.  | Brasilien | 3   | 2 | 0 | 1 | 004:300 | +1    | 06     |
| 2.  | Peru      | 3   | 1 | 1 | 1 | 002:200 | ±0    | 04     |
| 3.  | Kolumbien | 3   | 1 | 1 | 1 | 001:100 | ±0    | 04     |
| 4.  | Venezuela | 3   | 1 | 0 | 2 | 002:300 | −1    | 03     |

|                                                                       |   |           |           |
| 14. Juni um 16:00 Uhr in Rancagua (Estadio El Teniente)               |   |           |           |
| Kolumbien                                                             | – | Venezuela | 0:1 (0:0) |
| 14. Juni um 18:30 Uhr in Temuco (Estadio Municipal Germán Becker)     |   |           |           |
| Brasilien                                                             | – | Peru      | 2:1 (1:1) |
| 17. Juni um 20:30 Uhr in Santiago (Estadio Monumental David Arellano) |   |           |           |
| Brasilien                                                             | – | Kolumbien | 0:1 (0:1) |
| 18. Juni um 20:30 Uhr in Valparaíso (Estadio Elías Figueroa)          |   |           |           |
| Peru                                                                  | – | Venezuela | 1:0 (0:0) |
| 21. Juni um 16:00 Uhr in Temuco (Estadio Municipal Germán Becker)     |   |           |           |
| Kolumbien                                                             | – | Peru      | 0:0       |
| 21. Juni um 18:30 Uhr in Santiago (Estadio Monumental David Arellano) |   |           |           |
| Brasilien                                                             | – | Venezuela | 2:1 (1:0) |

### Drittplatzierte
Neben den jeweiligen Gruppenersten und -zweiten erreichten die zwei besten Drittplatzierten das Viertelfinale.
| Pl. | Land          | Sp. | S | U | N | Tore    | Diff. | Punkte |
| --- | ------------- | --- | - | - | - | ------- | ----- | ------ |
| 1.  | Uruguay (B)   | 3   | 1 | 1 | 1 | 002:200 | ±0    | 04     |
| 2.  | Kolumbien (C) | 3   | 1 | 1 | 1 | 001:100 | ±0    | 04     |
| 3.  | Ecuador (A)   | 3   | 1 | 0 | 2 | 004:600 | −2    | 03     |

## Finalrunde
Alle Spiele zur Ortszeit UTC−3 (+5 Stunden = Mitteleuropäische Sommerzeit).

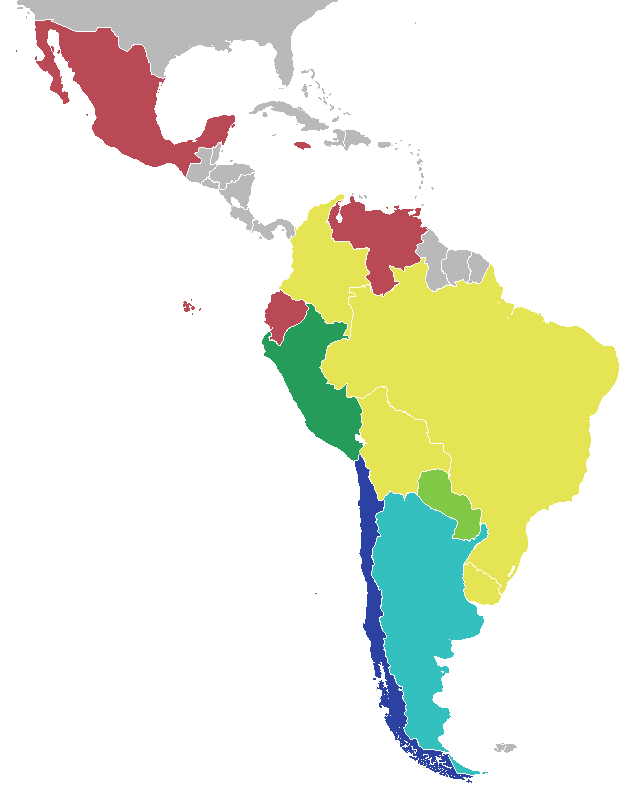
Geografische Übersicht über die Teilnehmer und ihre Platzierung.
Turniersieger
Vizemeister
Dritter Platz
Vierter Platz
Viertelfinale
Gruppenphase

|  | Viertelfinale            | Viertelfinale            |                          |                         | Halbfinale              | Halbfinale |  |  | Finale                  | Finale                  |
|  |                          |                          |                          |                         |                         |            |  |  |                         |                         |
|  | 24. Juni 2015, 20:30 Uhr |                          |                          |                         |                         |            |  |  |                         |                         |
|  | Chile                    | 1                        |                          |                         |                         |            |  |  |                         |                         |
|  | Chile                    | 1                        | 29. Juni 2015, 20:30 Uhr |                         |                         |            |  |  |                         |                         |
|  | Uruguay                  | 0                        |                          |                         |                         |            |  |  |                         |                         |
|  | Uruguay                  | 0                        | Chile                    | 2                       |                         |            |  |  |                         |                         |
|  |                          |                          | Chile                    | 2                       |                         |            |  |  |                         |                         |
|  |                          | Peru                     | 1                        |                         |                         |            |  |  |                         |                         |
|  | Bolivien                 | Peru                     | 1                        | 1                       |                         |            |  |  |                         |                         |
|  | Bolivien                 |                          |                          | 1                       |                         |            |  |  |                         |                         |
|  | Peru                     | 3                        |                          | 4. Juli 2015, 17:00 Uhr | 4. Juli 2015, 17:00 Uhr |            |  |  |                         |                         |
|  | 25. Juni 2015, 20:30 Uhr | 25. Juni 2015, 20:30 Uhr | Chile                    | 10 (4) 1                |                         |            |  |  |                         |                         |
|  | 26. Juni 2015, 20:30 Uhr | 26. Juni 2015, 20:30 Uhr |                          | Argentinien             | 0 (1)                   |            |  |  |                         |                         |
|  | Argentinien              | 10 (5) 1                 |                          |                         |                         |            |  |  |                         |                         |
|  | Kolumbien                | 0 (4)                    |                          |                         |                         |            |  |  |                         |                         |
|  | Kolumbien                | 0 (4)                    | Argentinien              | 6                       |                         |            |  |  |                         |                         |
|  |                          |                          | Argentinien              | 6                       | Spiel um Platz 3        |            |  |  |                         |                         |
|  |                          | Paraguay                 | 1                        |                         |                         |            |  |  |                         |                         |
|  | Brasilien                | Paraguay                 | 1                        | 1 (3)                   | Peru                    | 2          |  |  |                         |                         |
|  | Brasilien                | 30. Juni 2015, 20:30 Uhr |                          | 1 (3)                   | Peru                    | 2          |  |  |                         |                         |
|  | Paraguay                 | 11 (4) 1                 |                          | Paraguay                | 0                       |            |  |  |                         |                         |
|  | Paraguay                 | 11 (4) 1                 |                          |                         | 0                       |            |  |  |                         |                         |
|  | 27. Juni 2015, 18:30 Uhr | 27. Juni 2015, 18:30 Uhr |                          |                         |                         |            |  |  | 3. Juli 2015, 20:30 Uhr | 3. Juli 2015, 20:30 Uhr |

1 Sieg im Elfmeterschießen

### Viertelfinale
|                                                                            |   |           |                      |
| 24. Juni 2015 um 20:30 Uhr in Santiago (Estadio Nacional de Chile)         |   |           |                      |
| Chile                                                                      | – | Uruguay   | 1:0 (0:0)            |
| 25. Juni 2015 um 20:30 Uhr in Temuco (Estadio Municipal Germán Becker)     |   |           |                      |
| Bolivien                                                                   | – | Peru      | 1:3 (0:2)            |
| 26. Juni 2015 um 20:30 Uhr in Viña del Mar (Estadio Sausalito)             |   |           |                      |
| Argentinien                                                                | – | Kolumbien | 0:0, 5:4 i. E.       |
| 27. Juni 2015 um 18:30 Uhr in Concepción (Estadio Municipal de Concepción) |   |           |                      |
| Brasilien                                                                  | – | Paraguay  | 1:1 (1:0), 3:4 i. E. |

### Halbfinale
|                                                                            |   |          |           |
| 29. Juni 2015 um 20:30 Uhr in Santiago (Estadio Nacional de Chile)         |   |          |           |
| Chile                                                                      | – | Peru     | 2:1 (1:0) |
| 30. Juni 2015 um 20:30 Uhr in Concepción (Estadio Municipal de Concepción) |   |          |           |
| Argentinien                                                                | – | Paraguay | 6:1 (2:1) |

### Spiel um Platz 3
|                                                                           |   |          |           |
| 3. Juli 2015 um 20:30 Uhr in Concepción (Estadio Municipal de Concepción) |   |          |           |
| Peru                                                                      | – | Paraguay | 2:0 (0:0) |

### Finale
|                                                                   |   |             |                      |
| 4. Juli 2015 um 17:00 Uhr in Santiago (Estadio Nacional de Chile) |   |             |                      |
| Chile                                                             | – | Argentinien | 0:0 n. V., 4:1 i. E. |

## Schiedsrichter
- Néstor Pitana
- Raúl Orosco
- Sandro Ricci
- Julio Bascuñán
- Jorge Osorio
- Enrique Osses
- Carlos Vera
- Joel Aguilar
- Wilmar Roldán
- Roberto García Orozco
- Enrique Cáceres
- Víctor Carrillo
- Andrés Cunha
- José Argote

## Auszeichnungen

### Bester Spieler
Diese Auszeichnung wurde 2015 nicht vergeben. Medienberichten zufolge war Lionel Messi für die Auszeichnung vorgesehen, eine offizielle Begründung für das Weglassen der Vergabe blieb aus.

### Torschützenkönige
- Paolo Guerrero wurde mit vier Toren Torschützenkönig des Turniers. Ihm gelang im Viertelfinalspiel gegen Bolivien ein Hattrick sowie ein Tor im Spiel um Platz 3 gegen Paraguay, mit dem er seiner Mannschaft den dritten Platz sicherte.[15]
- Eduardo Vargas wurde mit vier Toren ebenfalls Torschützenkönig. Er erzielte in der Gruppenphase gegen Ecuador und Mexiko jeweils ein Tor sowie zwei Tore im Halbfinale gegen Peru, in dem er auch zum Man of the Match gewählt wurde.[15]

### Bester Torhüter
- Claudio Bravo wurde zum besten Torhüter des Turniers ernannt. In sechs Spielen blieb er viermal ohne Gegentreffer und hatte somit großen Anteil am Titelgewinn.[15]

### Bester junger Spieler
- Jeison Murillo wurde zum besten Nachwuchsspieler des Turniers ernannt.[15]

### Fairplay-Preis
- Peru erhielt die Auszeichnung als fairste Mannschaft im Turnier.[15]

### Mannschaft des Turniers
Zudem stellte die Technische Kommission der CONMEBOL die Mannschaft des Turniers zusammen:
| Torhüter      | Abwehr                                     | Mittelfeld                                                  | Stürmer                                    | Trainer        |
| ------------- | ------------------------------------------ | ----------------------------------------------------------- | ------------------------------------------ | -------------- |
| Claudio Bravo | Nicolás Otamendi Gary Medel Jeison Murillo | Arturo Vidal Javier Mascherano Marcelo Díaz Christian Cueva | Lionel Messi Paolo Guerrero Eduardo Vargas | Jorge Sampaoli |

## Beste Torschützen
Nachfolgend sind die besten Torschützen des Turniers gelistet. Bei gleicher Trefferanzahl sind die Spieler alphabetisch geordnet.
| Rang | Spieler          | Tore |
| ---- | ---------------- | ---- |
| 1    | Paolo Guerrero   | 4    |
|      | Eduardo Vargas   | 4    |
| 3    | Sergio Agüero    | 3    |
|      | Lucas Barrios    | 3    |
|      | Arturo Vidal     | 3    |
| 6    | Charles Aránguiz | 2    |
|      | Miller Bolaños   | 2    |
|      | Gonzalo Higuaín  | 2    |
|      | Raúl Jiménez     | 2    |
|      | Ángel Di María   | 2    |
|      | Marcelo Moreno   | 2    |
|      | Enner Valencia   | 2    |
|      | Matías Vuoso     | 2    |
| 14   | 24 Spieler       | 1    |

Hinzu kamen je ein Eigentor des bolivianischen Spielers Ronald Raldes im Spiel gegen Chile und des chilenischen Spielers Gary Medel im Halbfinale gegen Peru.

## Vermarktung

### Logo, Maskottchen und Spielball
Die Agentur Brandia Central schuf das Logo der Copa América 2015. Das Logo zeigt ein Fußball, worauf ein fünfzackiger und ein achtzackiger Stern abgebildet ist. Der fünfzackige Stern ist ein Symbol der chilenische Nationalflagge, der achtzackige Stern ist ein altes nationales Symbol und repräsentiert zudem die acht chilenischen Austragungsorte. Des Weiteren zeigt es vier stilisierte Menschen, die die Werte der chilenischen Kultur widerspiegeln soll: Der Fan steht für das „Feiern“, das Herz steht für die „Leidenschaft“, die zwei gegenüberstehende Spieler symbolisieren die „Hingabe“ und der Fallrückzieher – der im spanischen „chilena“ heißt – stellt den „Triumph“ dar.
Das offizielle Maskottchen der Copa América 2015 heißt „Zincha“ und stellt ein Andenschakal (Lycalopex culpaeus) mit farblichen Akzenten der chilenischen Landesfarben Rot, Weiß und Blau dar. Der Andenschakal hat sein Lebensraum in den Anden u. a. in Chile. Der Name „Zincha“, der eine Verschmelzung von „zorro“ (Fuchs) und „hincha“ (Fan) ist, wurde in einer öffentlichen Internetabstimmung unter drei Vorschlägen gewählt: 47,1 Prozent der Teilnehmer entschieden sich für diesen Namen, „Andi“ (27,2 Prozent) and „Kul“ (25,7 Prozent) landeten auf Platz zwei und drei.
„Cachaña“ ist der offizielle Name des von Nike vertriebenen Spielballs der Copa América 2015 und wurde am 16. November 2014 im Estadio Nacional de Chile von Arturo Vidal präsentiert. Der Name „Cachaña“ ist eine chilenische Bezeichnung, wenn Fußballspieler Finten, Antäuschungen und Dribblings auf dem Spielfeld zeigen.
Die Eigenschaften sowie Aufbau des Spielballs basiere auf dem Ordem II von Nike, der auch für die Copa Libertadores, Premier League, Primera División und Serie A verwendet wird. Das Design und die Farben des Spielballs sind stark von der chilenischen Kultur beeinflusst. Die Landesfarben Chiles weiß, blau und rot – sowie die Farbe gelb als Sinnbild für den Rohstoff Kupfer, den wichtigsten Wirtschaftssektor Chiles – wurden in das Design eingearbeitet.

### Fernsehübertragung
Die Copa América 2015 war im deutschsprachigen Raum nicht im Fernsehen zu sehen. Der als potenzieller Kandidat gehandelte Sender Sport1 sicherte sich keine Rechte für die südamerikanische Meisterschaft. Alle Spiele der Copa América sollten ursprünglich auf YouTube übertragen werden, allerdings wurde dieses Vorhaben nicht umgesetzt.

## Sonstiges
Im April 2015 vereinbarten die CONMEBOL, der argentinische Fußballverband, der Sender Tele Red Imagen sowie das durch die katholische Kirche gegründete Bildungsprogramm Scholas Occurrentes, dass an letztere für jedes während des Turniers geschossene Tor 10.000 US-Dollar gespendet werden sollen. Unmittelbar vor Beginn des Turnieres setzte der Vatikan diese Vereinbarung aus, bis die Korruptionsvorwürfe gegen mehrere Fußballfunktionäre aufgeklärt seien.